# Мерфи, Ли Рой
Ли Рой Мёрфи (англ. Lee Roy Murphy, родился 16 июля 1958 в Чикаго, Иллинойс, США) — американский боксёр-профессионал, выступающий в первой тяжёлой (Cruiserweight) весовой категории. Является экс-чемпионом мира по боксу по версии МБФ (IBF).
Наилучшая позиция в мировом рейтинге: ???-й.